# Governatorato di Erbil

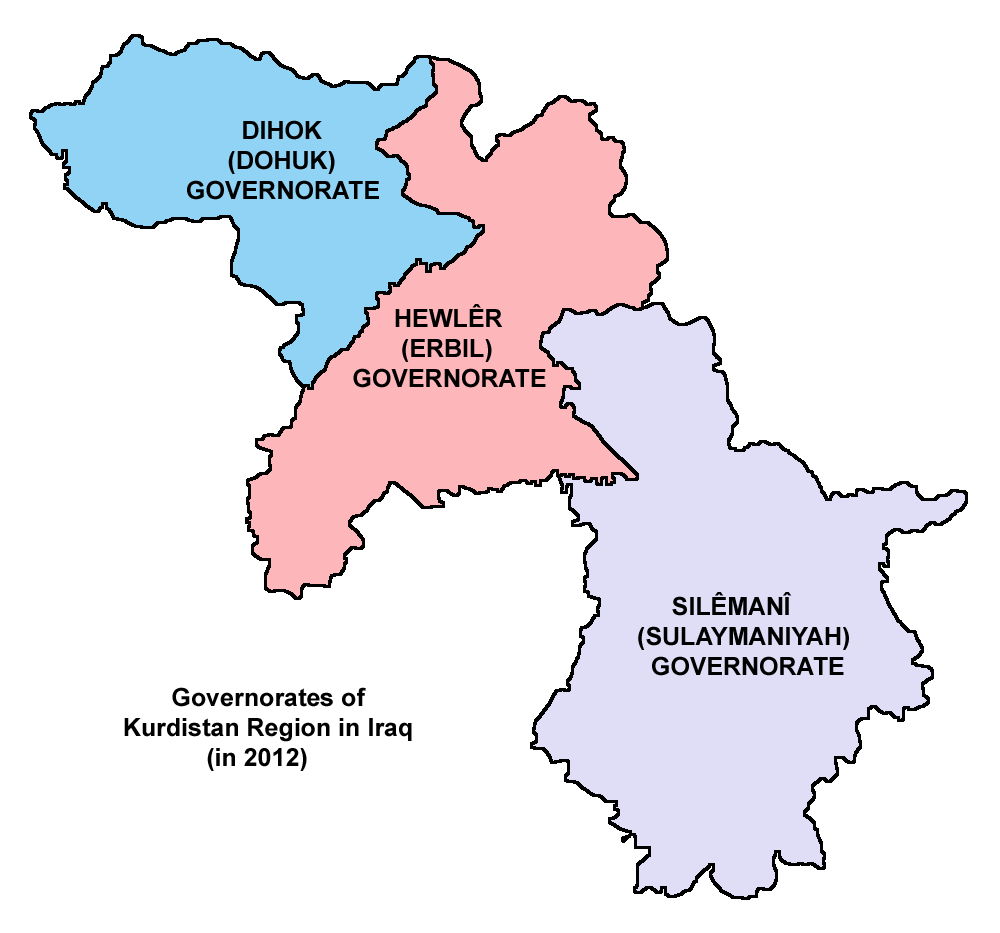
Governatorato di Erbil nel Kurdistan iracheno

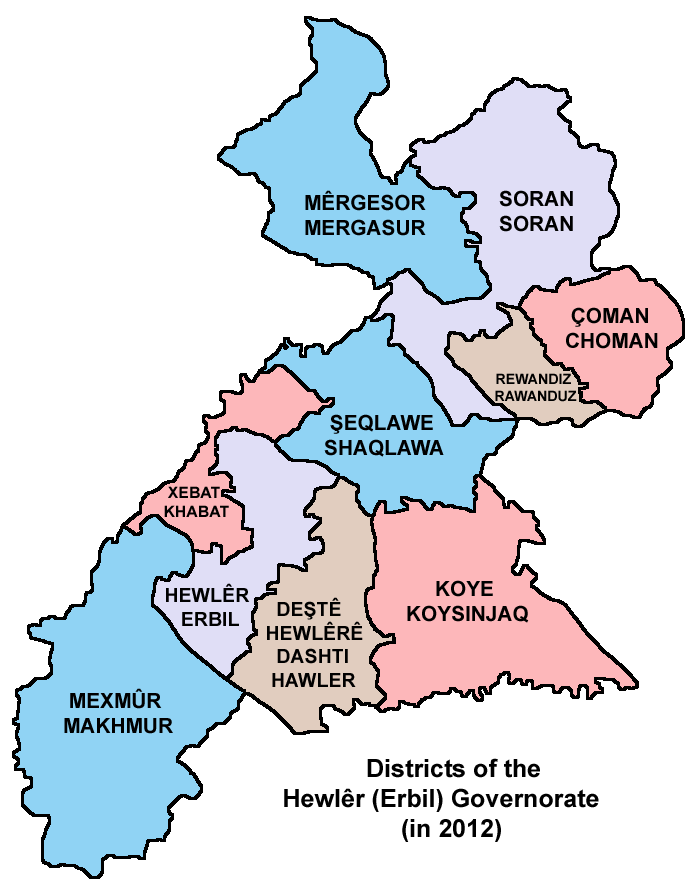
Distretti del governatorato di Erbil

Il governatorato di Erbil (in curdo Parêzgeha Hewlêr‎) è un governatorato del Kurdistan iracheno. Ha una superficie di 14.471 km²; una popolazione stimata di 4.017.550 abitanti nel 2023. Il capoluogo è la città di Erbil.

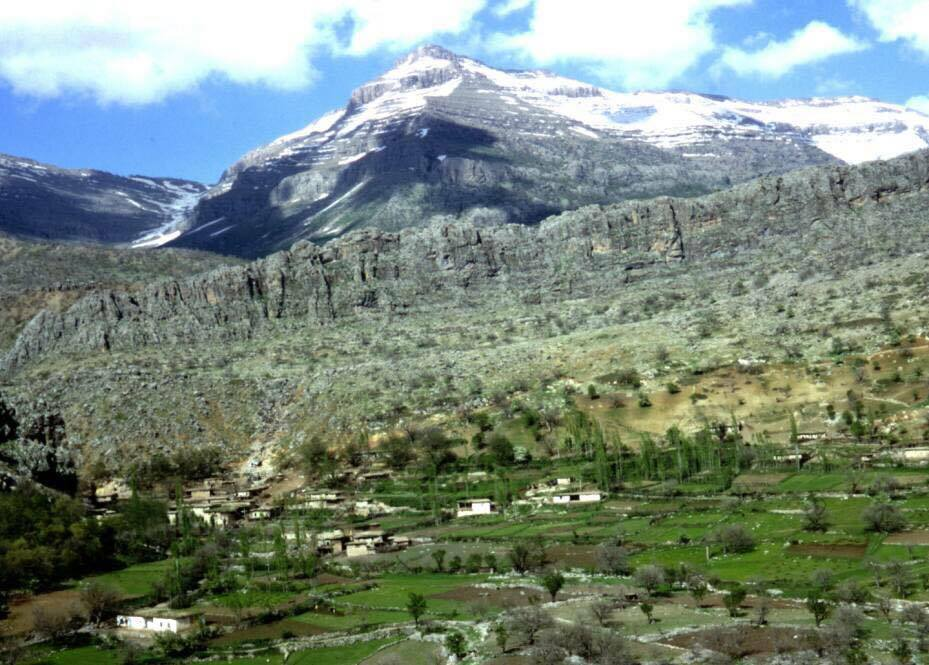
Pendro (1968)